# クオックオアイ県
クオックオアイ県（クオックオアイけん、ベトナム語：Huyện Quốc Oai / 縣國威）は、ベトナム社会主義共和国の首都ハノイ市に存在する行政区。

## 行政
クオックオアイ県は以下の行政単位に区分される。
- クオックオアイ市鎮（Quốc Oai / 國威）
- カンフー社（Cấn Hữu / 艮有）
- コンホア社（Cộng Hoà / 共和）
- ダイタイン社（Đại Thành / 大成）
- ドンスアン社（Đông Xuân / 東春）
- ドンクアン社（Đồng Quang / 同光）
- ドンイエン社（Đông Yên / 東安）
- フーマン社（Phú Mãn / 富滿）
- フーカット社（Phú Cát / 富葛）
- ホアタック社（Hòa Thạch / 和石）
- トゥエットギア社（Tuyết Nghĩa / 雪義）
- リエップトゥエット社（Liệp Tuyết / 獵雪）
- ゴクリエップ社（Ngọc Liệp / 玉獵）
- ゴクミー社（Ngọc Mỹ / 玉美）
- ギアフオン社（Nghĩa Hương / 義鄉）
- タックタン社（Thạch Thán / 石炭）
- サイソン社（Sài Sơn / 柴山）
- イエンソン社（Yên Sơn / 安山）
- フオンカック社（Phượng Cách / 鳳格）
- タンフー社（Tân Phú / 新富）
- タンホア社（Tân Hoà / 新和）